# 二硫化锡
二硫化锡是一种无机化合物，俗称“金粉”，常用作金色的涂料。

## 制备
二硫化锡可由锡和硫在碘的存在下直接化合得到，反应需要加热：
Sn + 2 S —I2→ SnS2
另一种方法则是将硫化氢通入锡(IV)盐或锡(IV)酸盐溶液，沉淀得到。

## 结构与物理性质
二硫化锡有CdI2型晶体结构，难溶于水。

## 化学性质
二硫化锡是酸性硫化物，可溶于碱金属硫化物溶液，产生硫代锡酸盐，如：
SnS2 + Na2S → Na2[SnS3]
SnS2 + 2 Na2S → Na4[SnS4]
也可溶于硫化铵溶液：
SnS2 + (NH4)2S → (NH4)2[SnS3]